# 第70师团 (日本陆军)
第70师团（だいななじゅうしだん）是大日本帝國陸軍师团之一。

## 沿革
太平洋战争開战後由驻扎在中國的独立混成旅团改編而成，是以负责占領地的警備和治安为目的而編成的治安师团之一。1942年（昭和17年）2月以独立混成第20旅团为基础，增补上在广岛師管负责下所组建的步兵第62旅团而編成。
同年4月完成整编后编入第13軍属下，负责上海方面的警備和治安維持任务。
师团的編制，主要是两支分别由4个独立步兵大隊组成的步兵旅（甲种师团的步兵旅团由2個联队構成）构成，火炮力欠缺而定为丙师团。其后师团追加配属砲兵隊。
1942年（昭和17年）5月起参加浙贛作战。随后在广德、衢州、麗水、温州等地进行作战。这之後，为了加强嘉興方面的防備，受命转属关东军麾下向满洲进发并由此迎来终战。

## 师团概要

### 歴代师团長
- 内田孝行 中将：1942年4月1日 -

### 最終司令部構成
- 参謀長：中川俊二大佐
  - 参謀：酒卷益次郎少佐
- 高級副官：西川理助中佐

### 最終所属部隊
- 步兵第61旅团（广岛）：今岡靖夫少将
  - 独立步兵第102大隊：宍户七郎大尉
  - 独立步兵第103大隊：河野隆夫少佐
  - 独立步兵第104大隊：海野鯱麻呂大尉
  - 独立步兵第105大隊：大西粂藏大尉
- 步兵第62旅团（广岛）：塘真策少将
  - 独立步兵第121大隊：折田卓郎大尉
  - 独立步兵第122大隊：藤江秋藏大尉
  - 独立步兵第123大隊：時广義人大尉
  - 独立步兵第124大隊：田边新之中佐
- 第70师团砲兵隊：望月淳一郎大尉
- 第70师团通信隊：吉川義則大尉
- 第70师团兵器勤務隊：北川永雪大尉
- 第70师团工兵隊：日下康久少佐
- 第70师团輜重隊：下川涉少佐
- 第70师团野战医院：小森丰軍医少佐